# متطلبات الحصول على تأشيرة لمواطني إسرائيل

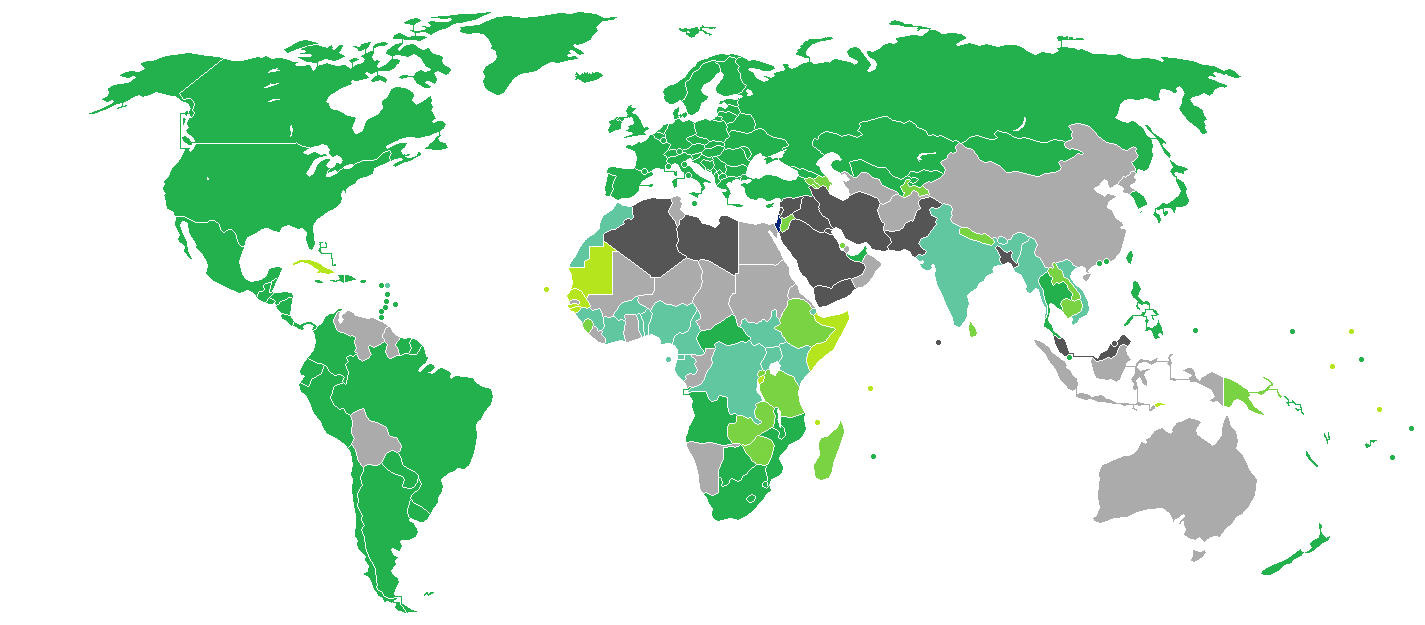
متطلبات الحصول على تأشيرة لمواطني إسرائيل
إسرائيل
لا تتطلب تأشيرة
تأشيرة عند الوصول
إذن سفر إلكتروني أو تأشيرة إلكترونية
تتطلب تأشيرة
الدخول غير مسموح

## تاريخ
بحسب القانون الإسرائيلي لبنان وسوريا والمملكة العربية السعودية والعراق واليمن وإيران تعد دول معادية ولايحق للمواطن الإسرائيلي أن يزورها إلا بتصريح خاص من وزارة الداخلية. وكل من يزورها بجواز سفر دبلوماسي أو جواز سفر إسرائيلي سيحاكم عند رجوعه. نظمت هذه القائمة عام 1954 وتم تحديثها في 25 يناير 2007 بإضافة إيران إلى القائمة. مصر والأردن كانتا من الدول المعادية، ولكن وزارة الداخلية الإسرائيلية أصدرت تصاريح لزيارتهما بشكل غير محدود، وذلك بعد معاهدتي سلام كامب ديفيد ووادي عربة. في 1 أبريل 2008، اقترحت الحكومة الإسرائيلية قانون جديد يتضمن لائحة من 10 بلداً وإقليماً لتعرف بأنها «بلاد العدو»: إيران، أفغانستان، لبنان، ليبيا، السودان، سوريا، العراق، باكستان، اليمن وقطاع غزة. اعتبارا من مارس 2009، لكن الإجراءات التشريعية لهذا القانون المعدل لم تتنته بعد.
في أول أبريل 2008، اقترحت الحكومة الإسرائيلية قانوناً جديداً يضم لائحة من 10 دول وأقاليم تم تعرفيها بأنها «دول العدو»، وهي:
- إيران
- أفغانستان
- لبنان
- ليبيا
- السودان
- سوريا
- العراق
- باكستان
- اليمن
- قطاع غزة

ورغم ذلك لم تنتهِ الإجراءات التشريعية لهذا القانون المعدّل حتى الآن.

## أفريقيا
| البلدان والأقاليم | شروط الحصول |
| ----------------- | --- |
| بوتسوانا          | 90 يوماً نسخة محفوظة 12 يونيو 2008 على موقع واي باك مشين.                                                                                        |
| بوروندي           | Visa can be obtained upon arrival at مطار بوجومبورا الدولي for USD 40 (for 72 hours)/USD 90 (for a stay of more than 72 hours up to one month). |
| الرأس الأخضر      | Visa issued upon arrival for EUR 25 |
| جزر القمر         | Visa issued upon arrival for EUR 30/USD 50 |
| مصر               | Free 15 day Visa issued upon arrival provided remaining in South Sinai and not continuing to any other city.                                    |
| إثيوبيا           | 90 يوماً visa issued on arrival for USD 20 to 100                                                                                                |
| كينيا             | 90 day visa issued in arrival for USD 50 |
| ليسوتو            | 90 يوماً |
| مدغشقر            | 90 يوماً visa issued upon arrival for MGA140,000                                                                                                 |
| مالاوي            | 20 يوماً |
| موريشيوس          | 18 يوماً in a year (tourist), 90 يوماً in a year (business)                                                                                       |
| مايوت             | 5 يوماً |
| موزمبيق           | 30 يوماً visa issued upon arrival for US$88 |
| سانت هيلينا       | 10 يوماً |
| السنغال           | 90 يوماً |
| سيشل              | 30 يوماً نسخة محفوظة 11 يناير 2006 على موقع واي باك مشين.                                                                                        |
| جنوب أفريقيا      | 90 يوماً نسخة محفوظة 20 أبريل 2019 على موقع واي باك مشين.                                                                                        |
| سوازيلاند         | 60 يوماً |
| تنزانيا           | 90 يوماً visa issued on arrival for $50 |
| توغو              | 7 يوماً visa issued upon arrival for XOF10,000 ~ XOF35,000                                                                                       |
| أوغندا            | 30 يوماً visa issued on arriavl for $50 |
| زامبيا            | 90 يوماً visa issued on arrival for $50 |
| زيمبابوي          | 90 يوماً visa issued on arrival for $30–55 |

## آسيا
| البلدان والأقاليم | شروط الحصول                                                                 |
| ----------------- | --------------------------------------------------------------------------- |
| أرمينيا           | 120 يوم تأشيرة عند الوصول بـ50 دولار أمريكي، أو 21 يوم بـ10 دولارات أمريكية |
| كمبوديا           | 30 يوم تأشيرة عند الوصول بـ20 دولار أمريكي                                  |
| جورجيا            | 360 يوم                                                                     |
| هونغ كونغ         | 90 يوم                                                                      |
| اليابان           | 90 يوم                                                                      |
| الأردن            | 30 يوم تأشيرة مجانية                                                        |
| قرغيزستان         | 30 يوم                                                                      |
| لاوس              | 30 يوم عند الوصول بـ30 دولار أمريكي                                         |
| المالديف          | 30 يوم                                                                      |
| ماكاو             | 90 يوم                                                                      |
| منغوليا           | 30 يوم                                                                      |
| نيبال             | تصل إلى تأشيرة لمدة 150 يوماً بـ30 دولار أمريكي                              |
| الفلبين           | 59 يوم                                                                      |
| سنغافورة          | 30 يوم                                                                      |
| كوريا الجنوبية    | 90 يوم                                                                      |
| سريلانكا          | تأشيرة عند الوصول للإقامة 30 يوماً، قابلة للزيادة حتى 150 يوماً               |
| تايوان            | 90 يوم                                                                      |
| تيمور الشرقية     | 30 يوم تأشيرة عند الوصول بـ30 دولار أمريكي                                  |
| تايلاند           | 30 يوماً للمسافر بالطائرة، و15 يوماً للمسافر البري                            |

## أوروبا
| البلدان والأقاليم                     | شروط الحصول                                                                         |
| ------------------------------------- | ----------------------------------------------------------------------------------- |
| All member states of the منطقة الشنغن | 90 يوماً                                                                             |
| ألبانيا                               | 90 يوماً                                                                             |
| أندورا                                | 90 يوماً                                                                             |
| أذربيجان                              | 30 يوماً visa issued upon arrival for US$40. Visas are not issued on land crossings. |
| Bosnia-Herzegovina                    | 90 يوماً                                                                             |
| بلغاريا                               | 90 يوماً                                                                             |
| كرواتيا                               | 90 يوماً                                                                             |
| قبرص                                  | 90 يوماً                                                                             |
| غيرنزي                                | 180 يوماً (same as UK)                                                               |
| أيرلندا                               | Unlimited Access                                                                    |
| جزيرة مان                             | 180 يوماً (same as UK)                                                               |
| جيرزي                                 | 180 يوماً (same as UK)                                                               |
| مقدونيا                               | 90 يوماً                                                                             |
| الجبل الأسود                          | 90 يوماً                                                                             |
| مولدوفا                               | 90 يوماً                                                                             |
| رومانيا                               | 90 يوماً                                                                             |
| روسيا                                 | 90 يوماً                                                                             |
| صربيا                                 | 90 يوماً                                                                             |
| تركيا & Northern قبرص                 | 90 يوماً                                                                             |
| المملكة المتحدة                       | 180 يوماً                                                                            |
| أوكرانيا                              | 90 يوماً                                                                             |

## أمريكا الشمالية
| البلدان والأقاليم       | شروط الحصول |
| ----------------------- | ----------- |
| أروبا                   | 90 يوم      |
| باهاماس                 | 90 يوم      |
| باربادوس                | 180 يوم     |
| بليز                    | 30 يوم      |
| برمودا                  | 180 يوم     |
| كندا                    | 180 يوم     |
| جزر كايمان              | 30 يوم      |
| كوستاريكا               | 90 يوم      |
| دومينيكا                | 180 يوم     |
| جمهورية الدومينيكان     | 90 يوم      |
| السلفادور               | 90 يوم      |
| غرينلاند                | 90 يوم      |
| غرينادا                 | 90 يوم      |
| غوادلوب                 | 90 يوم      |
| غواتيمالا               | 90 يوم      |
| هايتي                   | 90 يوم      |
| هندوراس                 | 90 يوم      |
| جامايكا                 | 90 يوم      |
| مارتينيك                | 90 يوم      |
| المكسيك                 | 180 يوم     |
| مونتسرات                | 90 يوم      |
| جزر الأنتيل الهولندية   | 90 يوم      |
| نيكاراغوا               | 90 يوم      |
| بنما                    | 30 يوم      |
| سان بارتيلمي            | 90 يوم      |
| سانت كيتس ونيفيس        | 90 يوم      |
| سانت لوسيا              | 28 يوم      |
| سانت-مارتين             | 90 يوم      |
| سان بيير وميكلون        | 90 يوم      |
| سانت فينسنت والغرينادين | 30 يوم      |
| ترينيداد وتوباغو        | 90 يوم      |
| جزر توركس وكايكوس       | 30 يوم      |

## أمريكا الجنوبية
| البلدان والأقاليم | شروط الحصول |
| ----------------- | ----------- |
| الأرجنتين         | 90 يوم      |
| بوليفيا           | 90 يوم      |
| البرازيل          | 90 يوم      |
| تشيلي             | 90 يوم      |
| كولومبيا          | 90 يوم      |
| الإكوادور         | 90 يوم      |
| جزر فوكلاند       | 30 يوم      |
| غويانا الفرنسية   | 90 يوم      |
| الباراغواي        | 90 يوم      |
| البيرو            | 90 يوم      |
| سورينام           | 90 يوم      |
| الأوروغواي        | 90 يوم      |

## الأوقيانوسية
| البلدان والأقاليم         | شروط الحصول                                           |
| ------------------------- | ----------------------------------------------------- |
| جزر كوك                   | 31 يوم                                                |
| فيجي                      | 120 يوم                                               |
| بولينزيا الفرنسية         | 90 يوم                                                |
| جزر مارشال                | 30 يوم                                                |
| ولايات ميكرونيسيا المتحدة | 30 يوم                                                |
| كاليدونيا الجديدة         | 90 يوم                                                |
| نيوزيلندا                 | 90 يوم نسخة محفوظة 4 مارس 2016 على موقع واي باك مشين. |
| نييوي                     | 30 يوم                                                |
| بالاو                     | 30 يوم                                                |
| ساموا                     | 60 يوم                                                |
| جزر سليمان                | 90 يوم                                                |
| تونغا                     | 31 يوم                                                |
| توفالو                    | 30 يوم                                                |
| فانواتو                   | 30 يوم                                                |
| واليس وفوتونا             | 90 يوم                                                |

## البلدان التي ترفض جوازات السفر الإسرائيلية

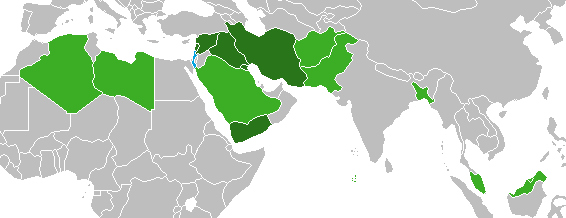
Legend:
إسرائيل
Countries that reject passports from إسرائيل
Countries that reject passports from إسرائيل and any other passport which contain إسرائيلi stamps or visas

هناك عدد من الدول لا تقبل جواز السفر الإسرائيلي:
- أفغانستان[بحاجة لمصدر]
- الجزائر  نسخة محفوظة 24 سبتمبر 2019 على موقع واي باك مشين.
- بنغلاديش
- بروناي
- جيبوتي  نسخة محفوظة 24 سبتمبر 2019 على موقع واي باك مشين.
- إيران
- العراق (except كردستان العراق)
- الكويت
- لبنان[53]  نسخة محفوظة 24 سبتمبر 2019 على موقع واي باك مشين.
- ليبيا  نسخة محفوظة 24 سبتمبر 2019 على موقع واي باك مشين.
- ماليزيا (Clearance permit needed from the Ministry of Internal Security.)  نسخة محفوظة 24 سبتمبر 2019 على موقع واي باك مشين.
- باكستان
- السعودية
- الصومال [بحاجة لمصدر]
- السودان  نسخة محفوظة 24 سبتمبر 2019 على موقع واي باك مشين.
- سوريا[54]  نسخة محفوظة 24 سبتمبر 2019 على موقع واي باك مشين.
- الإمارات العربية المتحدة (Clearance permit needed from the Ministry of Internal Security.)  نسخة محفوظة 24 سبتمبر 2019 على موقع واي باك مشين.
- اليمن[55]  نسخة محفوظة 24 سبتمبر 2019 على موقع واي باك مشين.

Some of these countries also do not permit their passports to be used for travel to إسرائيل - for example, بنغلاديش and Pakistan.

## البلدان التي ترفض أي جوازات سفر بها تأشيرات أو أختام إسرائيلية
- الجزائر [56]
- الكويت[57]
- لبنان[53]
- ليبيا[58]
- السعودية[59]
- السودان[60]
- سوريا[54]
- اليمن[61][62]

The countries listed above may not allow entry to people with evidence of visits to إسرائيل or used or unused إسرائيلi تأشيرة in their passports. إسرائيلi border guards would once stamp a bit of paper instead of the passport in order to help visitors overcome these problems.
Some countries are aware of the exit stamps placed in passports by مصر and الأردن at their land borders with إسرائيل and will treat these stamps as a proof of visit to إسرائيل and may block entry based on the presence of these stamps. For example, a traveler may be denied entry to certain countries because of the presence of an مصرian exit stamp indicating the person left مصر at Taba, at the إسرائيلi border.
Also, a traveler attempting to enter Syria from Jordan by land, and whose passport does not indicate how the traveler arrived in Jordan, might be denied entry by Syrian authorities.
Some Arab countries do allow entry with إسرائيلi passport stamps, e.g. البحرين، سلطنة عمان، المغرب، موريتانيا [بحاجة لمصدر], تونس and the الإمارات العربية المتحدة
أستراليا، النمسا، ألمانيا، اليابان، the هولندا، روسيا، المملكة المتحدة، الدنمارك، جزيرة أيرلندا، تايوان، and الولايات المتحدة may allow a passport holder to have two valid passports to circumvent the restrictions concerning إسرائيل if the applicant can satisfactorily explain why a second passport is needed when applying. تركيا also issues a second passport to circumvent the travel restrictions, but because no Turkish citizen may carry more than one passport at once, the first passport will be retained by the authorities until the second is returned.